# تریزا اشتول
تریزا اشتول (آلمانی: Theresa Stoll؛ زادهٔ ۲۱ نوامبر ۱۹۹۵) جودوکار زن اهل آلمان است.